# Цзюцзян (район)
Цзюцзя́н (кит. упр. 鸠江, пиньинь Jiūjiāng) — район городского подчинения городского округа Уху провинции Аньхой (КНР).

## История
В 1990 году властями Уху были расформированы район Юйсикоу (裕溪口区), район Сыхэшань (四褐山区) и Пригородный район (郊区), а на их землях был образован новый район Цзюцзян. 

## Административное деление
Район делится на 7 уличных комитетов и 4 посёлка.

## Экономика
В районе базируется компания Efort (робототехника).